# 椭圆叶水麻
椭圆叶水麻（学名：Debregeasia elliptica）为荨麻科水麻属的植物，为中国的特有植物。分布于越南以及中国大陆的云南、广西等地，生长于海拔110米至1,900米的地区，常生长在石灰岩山区杂木林内以及密林荫处岩石上。